# Algiasi I. Tocco
Algiasi I. Tocco (auch Agesilao; † 1461) aus der neapolitanischen Adelsfamilie Tocco war neapolitanischer Patrizier, 2. Herr von Montemiletto, 1. Herr von Montefusco und stand im Dienst der Anjou und der Aragonier.

## Leben
Algiasi I. wurde als Sohn von Guglielmo III. († 1408 in Manfredonia), dem 2. Grafen von Martina, dem Herrn von Pomigliano d’Arco und einer seiner drei Frauen geboren.
Als sein Vater, 1. Herr von Montemiletto, 1404 verdächtigt wurde, geheime Vereinbarungen mit Raimondo Orsini del Balzo, dem 14. Fürsten von Tarent getroffen zu haben, wurde dieser mit seinen drei Söhnen Algiasi, Pietro III. und Leonardo im Castel Capuano in Neapel inhaftiert und 1408 mit dem Versprechen freigelassen, seine Lehen zu verkaufen.
Nach dem Tod Guglielmos ging Algiasi nach Griechenland ins Exil. 1418 kehrte er nach Italien zurück und besetzte kurz danach mit Hilfe der Familie Filangieri Montemiletto, Vitulano und Pomigliano d'Arco, die ehemaligen Lehen seines Vaters.
Algiasis Cousin Carlo I., Despot von Epirus (1411–1429), vermachte ihm am 21. Juni 1418 sein gesamtes Grundeigentum in Neapel und im Königreich. Am 28. April 1418 übergab ihm sein Bruder Leonardo die Hälfte seiner Häuser in Neapel.
Am 29. Oktlober 1420 wurde Algias von Königin Johanna II. aus dem Haus Anjou wieder in den Stand der Baronen aufgenommen und am 20. Juli 1425 wurde er für die bewaffnete Eroberung von Montemiletto begnadet.
König Alfons V. von Aragon gewährte ihm zahlreiche Privilegien: am 3. Mai 1438 erhielt er die Baronie Tocco, die schon seinen Vorfahren gehörte. Am 5. Mai 1438 wurde ihm Torre di Montefusco verliehen. Am 6. Mai 1438 wurde ihm der Besitz von Montemiletto, Cerreto und Pomigliano d'Arco bestätigt. Ein weiteres Privilegi erhielt er am 16. Juni 1440.
Algiasi verlor Pomigliano in der Schlacht am Sarno, die am 7. Juli 1460 zwischen den aragonesischen Truppen von König Ferdinand I. von Neapel und den Anjou-Truppen von Johann von Anjou, Herzog von Kalabrien, stattfand.
Algiasi I. starb 1461 an einem unbekannten Ort. Nach 5 Generationen starb die Linie mit Giambattista II. Tocco († Testament vom 21. November 1631) aus. Der Besitz von Montemiletto ging an Carlo, Cousin von Giambattista II., der 1614 von diesem adoptiert worden war.

## Familie und Nachkommen
Algiasi I. heiratete 1425 Rita Barrile († nach 26. Dezember 1470), Tochter von Giovanni, neapolitanischer Patrizier vom Seggio di Capuana. und Witwe von Giovanni Galeota.
Algisi I. hatte zwei Kinder:
- Algiasi I. († 1461), neapolitanischer Patrizier, 2. Herr von Monemileto un  1. Herr von Montefusco
  - Nicolò (Cola) Maria[Anm. 1][4] († 30. Juni 1524), neapolitanischer Patrizier, 3. Herr von Montemiletto und 2. Herr von Torre di Montefusco;  ⚭ Diana Carafa (Witwe von Giacomo Carbone; Herr von Paduli), Tochter von Diomede I.[9], 1. Graf von Maddaloni[10]
    - Algiasi II. Tocco († 17. Mai 1530), 4. Herr von Montemiletto und 3. Herr von Torre di Montefusco 1524/1530; ⚭ Giulia Caracciolo, Tochter von Nicola Antonio Caracciolo, neapolitanischer Patrizier und Maria Caracciolo[10]
      - Giambattista I. Tocco († nach 16. Juni 1533/1535), 5. Herr von Montemiletto und 4. Herr von Torre di Montefusco ab 1530; ⚭ Lucrezia Saraceno († nach 13. Juli 1564)[10][11] ⚭ Porzia Caracciolo, Tochter von Marino 2. Herzog von Atripalda und Crisostomo Carafa der Herzöge von Andria[10]
        - Giovan Vincenzo († 18. August 1567), 6. Herr von Montemiletto ab 1535 , 1. Graf von Montemiletto ab 1. Januar 1567 ; ⚭ Zenobia Pignatelli († nach 30. November 1567), Tochter von Gian Giacomo, neapolitanischer Patrizier und Porzia Accrocciamura[12]
          - Giambattista II. (auch Giovanni Battista; † Testament vom 21. November 1631), 2. Graf von Montemiletto ab 1567, 1. Fürst von Montemiletto ab 5. Dezember 1608; 1597 kauft er das Lehen von Montaperto (heute Fraktion von Montemiletto) und verkaufte es 1614 an seinen Cousin Carlo Tocco;[6] Herr von Montefalcone 1601/1628. Adoptierte 1614 seinen Cousin Carlo Tocco[10] (* 11. Juli 1592; † 14. Februar 1674), Sohn von Giovanni († 12. Mai 1626 in Sizilien), der 1632 2. Fürst von Montemiletto wurde[6]

        - Beatrice († nach 1561) ⚭ Cesare Beccadelli aua Bologna, neapolitanischer Patrizier[10]
        - Lucrezia († nach 1561)[10]
        - Ippolita († nach 1561)[10]

    - Giovanjacopo (* 1472; † 7. Juli 1520), ab 1505 Apostolischer Protonotar[10]
    - Achille († 9. November 1518), Ritter, diente in der neapolitanischen und französischen Armee; ⚭ vor 22. Mai 1494 Mattea Caracciolo, Tochter von Tiberio, neapolitanischer Patrizier und Sancia Sanseverino[10]
    - Vincenzo[10]
    - Sofia († nach 1517) ⚭ vor 1517 Francesco Boccapianola, neapolitanischer Patrizier[10]

  - Maria († ledig nach 1469/1480)[10]